# Koebos
Koebos är en skog i Belgien.   Den ligger i provinsen Limburg och regionen Flandern, i den östra delen av landet, 70 km öster om huvudstaden Bryssel.
I omgivningarna runt Koebos växer i huvudsak blandskog. Runt Koebos är det tätbefolkat, med 511 invånare per kvadratkilometer.